# 连二硫酸
连二硫酸（H2S2O6）是一种只能在溶液中存在的化合物。

## 性质
连二硫酸是一种较稳定的强酸。室温下，稀的连二硫酸溶液较稳定。溶液被浓缩或者受热时，缓慢歧化分解为硫酸和二氧化硫：
H2S2O6 → SO2 + H2SO4
连二硫酸中的硫元素氧化态+5，理因能够参与许多氧化还原反应。但实际上它与多数氧化剂（例如高锰酸钾、氯气、次氯酸钠）和一般的还原剂都不发生作用，这可能是动力学原因造成的。
钠汞齐可将连二硫酸盐还原为亚硫酸盐或连二亚硫酸盐：
S2O62- + 2 Na-Hg → 2 SO32- + 2Na+ + 2Hg
S2O62- + 4 Na-Hg + 4 H+ → S2O42- + 2H2O + 4Na+ + 4Hg

## 盐
虽然电导实验证明，连二硫酸是一种二元酸，但是目前为止还没发现它的酸式盐。所有的连二硫酸盐都易溶于水。它们是温和的氧化剂和还原剂。连二硫酸根离子的结构与乙烷类似，但两个SO3基团采取的构象与乙烷并不相同，这可能是由于键长不同造成的。S—S键长度是2.15 Å，而S—O键的键长短得多，只有1.43 Å。

## 制备
连二硫酸盐可以由氧化亚硫酸盐的方法制得（氧化态由+4到+5），但在大规模生产中用二氧化锰氧化冷的二氧化硫水溶液来获得连二硫酸锰：
2MnO2 + 3SO2 → MnS2O6 + MnSO4
可以通过复分解反应将刚才获得连二硫酸锰转化为其他连二硫酸盐：
Ba2+(aq) + MnS2O6(aq) + MnSO4(aq) → BaSO4(s)↓ + BaS2O6·2H2O(aq)
高浓度的连二硫酸后来用硫酸与连二硫酸钡反应的方法成功制得：
BaS2O6(aq) + H2SO4(aq) → H2S2O6(aq) + BaSO4(s)↓